# Glamping

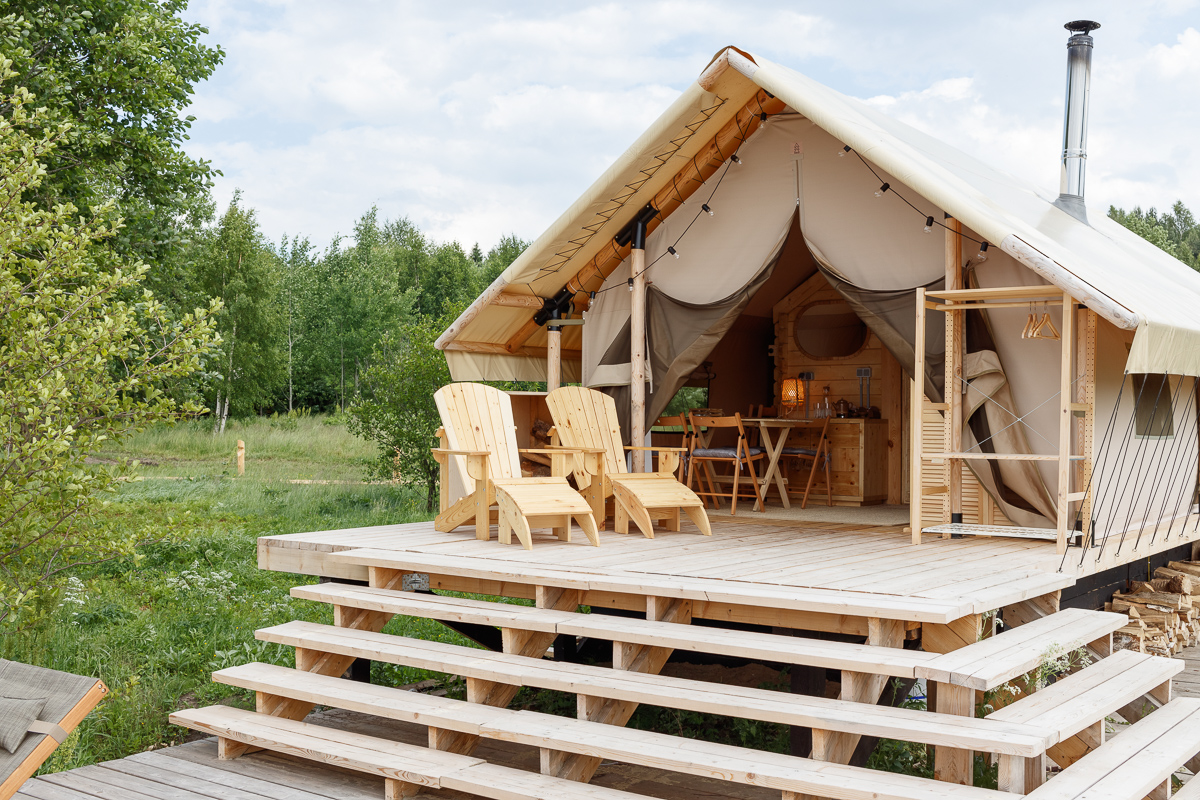
Typisches Glamping Angebot

Glamping (Kofferwort für Glamourous Camping) ist eine Art von Camping, wobei man zwar in der Natur übernachtet, jedoch nicht in einem gewöhnlichen Zelt, sondern in luxuriösen und komfortablen sowie gut ausgestatteten Unterkünften. Glampen beschreibt außerdem einen Modetrend der Reisebranche, der vor allem seit Beginn des 21. Jahrhunderts einen Beliebtheits-Anflug erfuhr.
Das Glamping-Spektrum umfasst mittlerweile alle Kontinente, alle Klimazonen und verschiedene Erlebniskonzepte. Viele europäische Campingplätze weisen zumindest einen Teil ihres Angebotes als Glamping aus.

## Begriff
Glamping steht für luxuriöse Formen des Campings. Alternative Bezeichnungen lauten Boutique-Camping, Luxuscamping, Komfortcamping und Nobelcamping. Von den Buchenden wird Glamping als Variante des Naturtourismus angesehen, bei dem auf Komfort nicht verzichtet werden muss.
Erstmals nachgewiesen wurde der Begriff im Jahr 2005 in Großbritannien, 2016 wurde der Neologismus ins Oxford English Dictionary aufgenommen.

## Arten
Glampingangebote außerhalb von Campingplätzen richten sich vor allem an Pauschaltouristen, zum Beispiel als Unterkunft auf Safaris.
Glamping-Unterkünfte gibt es inzwischen auf vielen Campingplätzen, aber auch in freier Natur; z. B. in Nationalparks. Die Angebot für Glamper beinhalten häufig eine großzügige Ausstattung wie große Betten und ein eigenes Bad sowie Ruhebereiche.
Glamping-Unterkünfte unterscheiden sich in Form und Design, Komfort und Ausstattung. Beim Glamping-Zelt handelt es sich um ein fix montiertes Zelt, das zumeist luxuriöser im Design und in der Ausstattung ist als ein gewöhnliches Camping-Zelt. Die Glamping-Zelte sind mit Betten und anderen Komfortgütern ausgestattet. 
Auch klassische Campingplätze bieten als weitere Schlafvariante vermehrt Glamping-Unterkünfte an. Der Begriff „Glamping“ ist nicht geschützt und daher werden auch Wigwams, Baumhäuser, klassische Mietwohnwagen, kleine Holzblockhäuser (Camping Pods) oder auch möblierte „Schlaffässer“, Jurten und Tipis, als Glamping-Unterkünfte angeboten.

## Geschichte
Im 20. Jahrhundert kam der Safari-Trend auf. Reiche US-Amerikaner und Briten besuchten Afrika, um Wildtiere zu beobachten und zu jagen. Da die wohlhabenden Besucher sich zwar gerne in der Natur befanden, aber nicht auf eine Unterkunft mit hohem Komfort und Luxus verzichten wollten, wurden Safari-Zelte aufgestellt. Diese enthielten alle möglichen Luxusartikel und waren ähnlich einem Hotelzimmer eingerichtet. Andere verweisen auf einen Anfang in den 1990er Jahren.
Der neuere Glamping-Trend soll im Vereinigten Königreich aufgrund der Finanzkrise begonnen haben. Urlaub in einem Hotel war aus finanziellen Gründen vielen nicht mehr möglich. Um eine billigere, aber noch komfortable Variante zu finden, entstand das Glamping.